# 漾头镇
漾头镇，是中华人民共和国贵州省铜仁市碧江区下辖的一个乡镇级行政单位。

## 行政区划
漾头镇下辖以下地区：
漾头社区、漾头村、九龙村和茶园山村。

## 中国传统村落
2013年8月，茶园山村被评为第二批中国传统村落。